# Ellobioidea
Ellobioidea L. Pfeiffer, 1854 (1822) è una superfamiglia di molluschi gasteropodi polmonati; è l'unica superfamiglia dell'ordine Ellobiida.

## Tassonomia
Comprende le seguenti famiglie:
- Ellobiidae L. Pfeiffer, 1854 (1822)
- Otinidae H. Adams & A. Adams, 1855
- Trimusculidae J.Q. Burch, 1945 (1840)